# Тшеу Ла Линь
Тшеу Ла Линь (нидерл. Tscheu La Ling; род. 6 января 1956, Гаага) — нидерландский футболист, завершивший игровую карьеру, играл на позиции полузащитника. Выступал за сборную Нидерландов. С 2007 года является владельцем словацкого клуба «Тренчин». В 2015 году вошёл в состав наблюдательного совета амстердамского «Аякса».

## Карьера
Карьеру футболиста начал в клубе «Ден Хааг» из родного города. В 1975 году перешёл в «Аякс», вместе с которым трижды становился чемпионом Нидерландов. В декабре 1981 года в команду вернулся Йохан Кройф. Команда строилась вокруг него и Ла Линг уступил место в составе Гералду Ваненбургу. После «Аякса» выступал за греческий «Панатинаикос» и французский «Олимпик Марсель». Сезон 1985/86 провёл за одного из принципиальных соперников «Аякса» — роттердамский «Фейеноорд». Карьеру завершил в составе родного «Ден Хааг».
За сборную провёл 14 матчей, забил 2 мяча. Принимал участие в отборочном турнире к Евро-1980.

## Личная жизнь
Родился в Гааге, наряду с нидерландскими, имеет китайские корни. В средствах массовой информации распространены различные варианты написания его имени: Tschen La Ling, Tshen La Ling, Tjeu La Ling и Tscheu-La Ling. В феврале 2007 года во время интервью изданию «Ньиве Ревю» Ла Линь признался, что его официальное имя Линь Тшеу Ла, что с китайского означает «тот, кто родился на востоке леса в попутном ветре». Своё имя он унаследовал от отца, а тот в свою очередь от своего отца, который приехал в Нидерланды в 1920 году. Его отец в молодости занимался тяжёлой атлетикой, выступал за команду «Робот» из Гааги, и в 1958 году становился чемпионом Нидерландов в лёгкой весовой категории.

## Статистика

### Матчи Тшеу Ла Линя за сборную Нидерландов
| Матчи Тшеу Ла Линя за сборную Нидерландов | Матчи Тшеу Ла Линя за сборную Нидерландов | Матчи Тшеу Ла Линя за сборную Нидерландов | Матчи Тшеу Ла Линя за сборную Нидерландов | Матчи Тшеу Ла Линя за сборную Нидерландов | Матчи Тшеу Ла Линя за сборную Нидерландов |
| ----------------------------------------- | ----------------------------------------- | ----------------------------------------- | ----------------------------------------- | ----------------------------------------- | ----------------------------------------- |
| №                                         | Дата                                      | Соперник                                  | Счёт                                      | Голы Тшеу Ла Линя                         | Соревнование                              |
| 1                                         | 5 октября 1977                            | СССР                                      | 0:0                                       | —                                         | Товарищеский матч                         |
| 2                                         | 22 февраля 1978                           | Израиль                                   | 2:1                                       | 1                                         | Товарищеский матч                         |
| 3                                         | 20 декабря 1978                           | ФРГ                                       | 1:3                                       | 1                                         | Товарищеский матч                         |
| 4                                         | 5 сентября 1979                           | Исландия                                  | 4:0                                       | —                                         | Чемпионат Европы 1980 (отбор)             |
| 5                                         | 17 октября 1979                           | Польша                                    | 1:1                                       | —                                         | Чемпионат Европы 1980 (отбор)             |
| 6                                         | 21 ноября 1979                            | ГДР                                       | 3:2                                       | —                                         | Чемпионат Европы 1980 (отбор)             |
| 7                                         | 23 января 1980                            | Испания                                   | 0:1                                       | —                                         | Товарищеский матч                         |
| 8                                         | 25 марта 1981                             | Франция                                   | 1:0                                       | —                                         | Чемпионат мира 1982 (отбор)               |
| 9                                         | 29 апреля 1981                            | Кипр                                      | 1:0                                       | —                                         | Чемпионат мира 1982 (отбор)               |
| 10                                        | 1 сентября 1981                           | Швейцария                                 | 1:2                                       | —                                         | Товарищеский матч                         |
| 11                                        | 9 сентября 1981                           | Ирландия                                  | 2:2                                       | —                                         | Чемпионат мира 1982 (отбор)               |
| 12                                        | 14 октября 1981                           | Бельгия                                   | 3:0                                       | —                                         | Чемпионат мира 1982 (отбор)               |
| 13                                        | 18 ноября 1981                            | Франция                                   | 0:2                                       | —                                         | Чемпионат мира 1982 (отбор)               |
| 14                                        | 25 мая 1982                               | Англия                                    | 0:2                                       | —                                         | Товарищеский матч                         |

Итого: 14 матчей / 2 гола; 6 побед, 3 ничьи, 5 поражений.

## Достижения
«Ден Хааг»
- Обладатель Кубка Нидерландов: 1974/75

«Аякс»
- Чемпион Нидерландов: 1976/77, 1978/79, 1979/80, 1981/82
- Обладатель Кубка Нидерландов: 1978/79

«Панатинаикос»
- Чемпион Греции: 1983/84
- Обладатель Кубка Греции: 1983/84